# Heteronychia iubita
Heteronychia iubita är en tvåvingeart som beskrevs av Andy Z. Lehrer 1999. Heteronychia iubita ingår i släktet Heteronychia och familjen köttflugor.
Artens utbredningsområde är Frankrike. Inga underarter finns listade i Catalogue of Life.